# J't'aime comme un fou
Albums de Robert Charlebois
Heureux en amour ?
(1981) Super Position
(1985)
J't'aime comme un fou est le quinzième album de Robert Charlebois sorti en 1983.
Cet album lui permet de faire un retour en force avec plusieurs titres écrits avec Luc Plamondon.

## Titres
| 1.    | J't'aime comme un fou               | Luc Plamondon, Robert Charlebois                 | 3:30 |
| 2.    | Les Rêveries du promeneur solitaire | Luc Plamondon, Robert Charlebois                 | 4:36 |
| 3.    | J'ai d'la misère avec les femmes    | Marc Drouin / Robert Charlebois                  | 3:09 |
| 4.    | Pile ou face                        | Luc Plamondon, Robert Charlebois                 | 4:42 |
| 5.    | Ce soir je chante à l'Olympia       | Luc Plamondon, Robert Charlebois                 | 4:02 |
| 6.    | Les Talons hauts                    | Luc Plamondon, Robert Charlebois                 | 3:54 |
| 7.    | Le Retour de JoeFingers'Ledoux      | Robert Charlebois / Jean Roussel                 | 4:11 |
| 8.    | News                                | Jean-Loup Dabadie / Robert Charlebois            | 4:02 |
| 9.    | Pape Music                          | Robert Charlebois / Angelo Finaldi               | 3:33 |
| 10.   | Consomme, consomme                  | Luc Plamondon, Robert Charlebois, Angelo Finaldi | 3:22 |
| 39:01 |                                     |                                                  |      |